# John Stonehouse
John Thomson Stonehouse (Southampton, 28 luglio 1925 – Totton, 14 aprile 1988) è stato un politico e imprenditore britannico e spia al servizio della Cecoslovacchia, Direttore generale delle poste del Regno Unito durante il primo governo di Harold Wilson (1968-70).
Importante politico britannico della seconda metà del XX secolo, dagli anni 1960 fu accusato (a ragione) di essere una spia al soldo della Cecoslovacchia comunista. Nonostante la sua copertura non saltasse, la sua carriera politica subì pesanti contraccolpi. Anche a seguito di varie accuse di frode, mentre era ancora in carica come parlamentare alla Camera dei Comuni Stonehouse inscenò la propria morte il 20 novembre 1974, fingendo un annegamento su una spiaggia di Miami. In realtà fuggì in Australia sotto falso nome, e venne individuato dopo un mese perché scambiato per lord Lucan, aristocratico accusato di omicidio scomparso nello stesso periodo.
Arrestato e rimpatriato, mentre era sotto inchiesta cambiò partito abbandonando la maggioranza laburista del secondo governo di Harold Wilson, già allora in equilibrio precario e che per questo dovette tramutarsi in un governo di minoranza fino al suo crollo nel 1976. Fu condannato a sette anni di carcere, e sulla sua vicenda è basata la serie TV Stonehouse (2023).

## Biografia

### Ascesa politica
Era figlio dell'ingegnere e sindacalista William Stonehouse e della politica Rosina Marie Taylor, sindaca di Southampton nel 1959, e per questo fin da giovane fu vicino agli ambienti della sinistra inglese. Nel 1941 si iscrisse al Partito Laburista e Co-Operativo, alleato del più grande Partito Laburista e posto su posizioni più radicali. Tra il 1944 e il 1946 fu arruolato nella Royal Air Force come pilota, combattendo nella seconda guerra mondiale.
Tornato civile, cominciò quindi una carriera politica di prestigio, e a partire dal 1957 fu eletto in maniera continuativa alla Camera dei Comuni. Divenne molto vicino al capo dei laburisti Harold Wilson, che nel 1968 lo incluse nel suo primo governo nominandolo Direttore generale delle poste del Regno Unito, e poi Ministro delle Telecomunicazioni, incarico che mantenne fino al 1970. Era considerato come uno dei politici britannici più promettenti, e molti laburisti lo vedevano come potenziale successore dello stesso Wilson alla guida del Regno Unito. Dal 1969 entrò a far parte anche del consiglio privato del Regno Unito.

### Accuse di spionaggio
Già da molto tempo tuttavia la figura di Stonehouse destava sospetti nei servizi segreti. Da sempre dichiaratosi antimperialista e a favore della decolonizzazione, era per questo considerato troppo vicino agli ambienti comunisti. Spesso viaggiava in Africa, e nel 1959 fu anche espulso dalla Rhodesia perché critico del regime imposto dalla minoranza bianca del Paese.
Nel 1969 il diplomatico cecoslovacco Josef Frolík disertò e si consegnò alla CIA, rivelando molte identità di agenti segreti operanti in Occidente per il governo cecoslovacco, tra cui proprio il ministro Stonehouse (nome in codice Kolon), che secondo Frolík forniva informazioni riservate alla Státní bezpečnost, la polizia segreta cecoslovacca, in cambio di ingenti somme di denaro. Fu quindi formata in fretta una commissione d'inchiesta segreta per indagare su Stonehouse, presieduta dalle massime cariche britanniche del tempo: il primo ministro Harold Wilson, poi il Segretario dell'interno James Callaghan e il capo dell'opposizione Margaret Thatcher. Anche grazie all'appoggio di Wilson, Stonehouse riuscì a discolparsi e non vi furono per lui conseguenze a livello ufficiale.

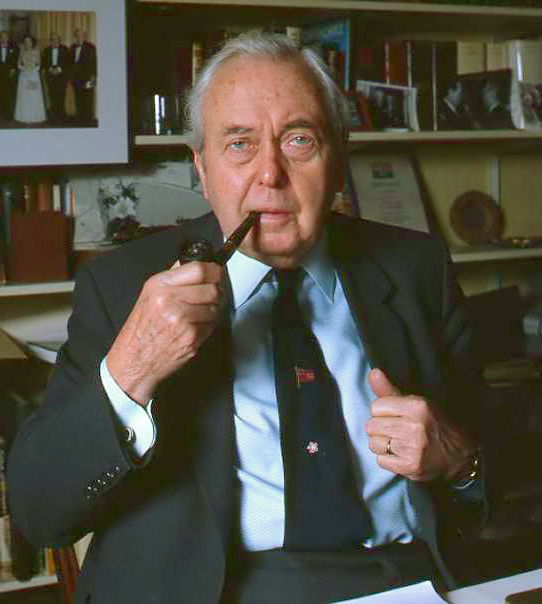
Harold Wilson, primo ministro britannico e principale protettore di Stonehouse

### Declino e ideazione del piano
Il sospetto che Stonehouse potesse effettivamente essere una spia frenò bruscamente la sua carriera politica. Nonostante continuasse a essere eletto come membro del parlamento, Wilson non lo comprese nel suo successivo governo ombra, e alla creazione del secondo governo Wilson nel 1974 non fu nominato nuovamente ministro. Inoltre negli stessi anni Stonehouse si dedicò a imprese finanziarie poco chiare, come la gestione della società British Bangladesh Trust, la quale intratteneva transazioni finanziarie col neonato Bangladesh e i suoi residenti in Inghilterra; la società tuttavia fu presto indagata per frode, e con essa anche il suo proprietario. In questo periodo Stonehouse, nonostante fosse sposato e con figli, iniziò una relazione clandestina con la sua segretaria, Sheila Buckley.
Fu probabilmente questo accumulo di scandali, indagini e segreti che spinse Stonehouse a tentare di sparire dalla circolazione per rifarsi una vita. Alle elezioni generali nel Regno Unito del febbraio 1974 il politico era stato rieletto alla Camera dei Comuni, ma percepiva la sfiducia dei laburisti nei suoi confronti e probabilmente temeva che il suo seggio venisse presto contestato. Il governo Wilson II, allora appena formatosi, si rivelò troppo instabile, e già a ottobre il Regno Unito dovette ricorrere a nuove elezioni. Stonehouse aveva da poco cambiato distretto elettorale, passando dalla circoscrizione ormai abolita di Wednesbury a quella di Walsall North, dove per conquistarsi voti condusse intense campagne elettorali durante tutto il 1974. Parlando con un gran numero di potenziali elettori, riuscì a carpire le generalità di due individui morti da poco e a lui simili per aspetto ed età, Joseph Markham e Donald Mildoon; sfruttando tali informazioni, creò documenti falsi e conti bancari a loro intestati, con l'intenzione di usarli al momento opportuno.

### Sparizione, latitanza e cattura
Poche settimane dopo le elezioni dell'ottobre 1974, Stonehouse fece un improvviso viaggio negli Stati Uniti d'America, recandosi a Miami il 19 novembre 1974. Pochi giorni prima aveva stipulato una polizza assicurativa sulla propria vita da 125 000 sterline. Il giorno successivo, 20 novembre, Stonehouse si recò quindi su una spiaggia di Miami, si spogliò e nuotò verso il largo, facendo perdere le proprie tracce e facendo quindi credere di essere annegato. In realtà nuotò fino a un altro punto della spiaggia dove in precedenza aveva lasciato un cambio di vestiti, si rivestì e prese subito un volo diretto a Houston. Da lì sarebbe dovuto andare a Città del Messico, ma perse l'aereo e decise piuttosto di recarsi a Los Angeles e infine in Australia, luogo che riteneva abbastanza remoto per nascondersi.
I media riportarono subito la supposta morte di Stonehouse, e fu avviata una vasta operazione di ricerca, senza tuttavia risultati immediati. Si suppose si fosse trattato di un incidente, di un suicidio o addirittura di un omicidio per opera di non meglio specificati "nemici". Per ricordarlo, alla Camera dei Comuni si tenne quindi una cerimonia commemorativa. Stonehouse, con la falsa identità di "Joseph Markham", stava nel frattempo cercando di rifarsi una vita in Australia, e venne presto raggiunto dall'assistente Sheila Buckley, al corrente del suo piano. Assunta l'identità di "Donald Mildoon", cominciò a operare ingenti trasferimenti tra i suoi numerosi conti bancari. I numerosi movimenti di liquidità operati dalla stessa persona ma con nomi diversi insospettirono il suo ente finanziario, che contattò la polizia australiana, la quale cominciò a sorvegliarlo. Inizialmente gli agenti non compresero che il sospetto fosse l'ex ministro, pensando piuttosto che si trattasse dell'uomo più ricercato dell'epoca, Richard Bingham, VII conte di Lucan, che appena due settimane prima della sparizione di Stonehouse aveva ucciso una propria impiegata ed era svanito nel nulla.
Infine Stonehouse fu arrestato a Melbourne il 24 dicembre 1974. La polizia, credendo ancora che si trattasse di lord Lucan, al momento dell'arresto lo spogliò per verificare che avesse una vistosa cicatrice sulla coscia, caratteristica fisica di lord Lucan; fu così che, notando l'assenza della stessa, gli agenti lo riconobbero come John Stonehouse, il ministro scomparso un mese prima. Egli giustificò la messinscena della sua morte asserendo di possedere personalità multiple, e in seguito la figlia Julia asserì che il padre abusava di sostanze come nitrazepam e metaqualone, che avrebbero favorito un peggioramento del suo stato mentale. Stonehouse, dopo aver chiesto asilo politico in Svezia e a Mauritius, fu estradato nel Regno Unito nel 1975, e non si dimise dalla sua posizione di deputato fino al 1976 nonostante fosse già detenuto in carcere. Cambiò invece formazione politica, passando dal Partito Laburista e Co-Operativo all'English National Party, togliendo quindi il sostegno al governo Wilson II e rendendolo di minoranza fino al suo crollo nel 1976. Il crollo definitivo di Harold Wilson coincise anche con la rovina politica di Stonehouse, che fu condannato a sette anni di carcere. Al processo contro di sé si difese da solo, tentando di farsi passare come mentalmente instabile e stressato dal lavoro, ma non fu creduto. Pochi giorni più tardi si dimise anche dal consiglio privato del Regno Unito, uno dei soli tre individui ad aver mai rinunciato alla prestigiosa posizione.

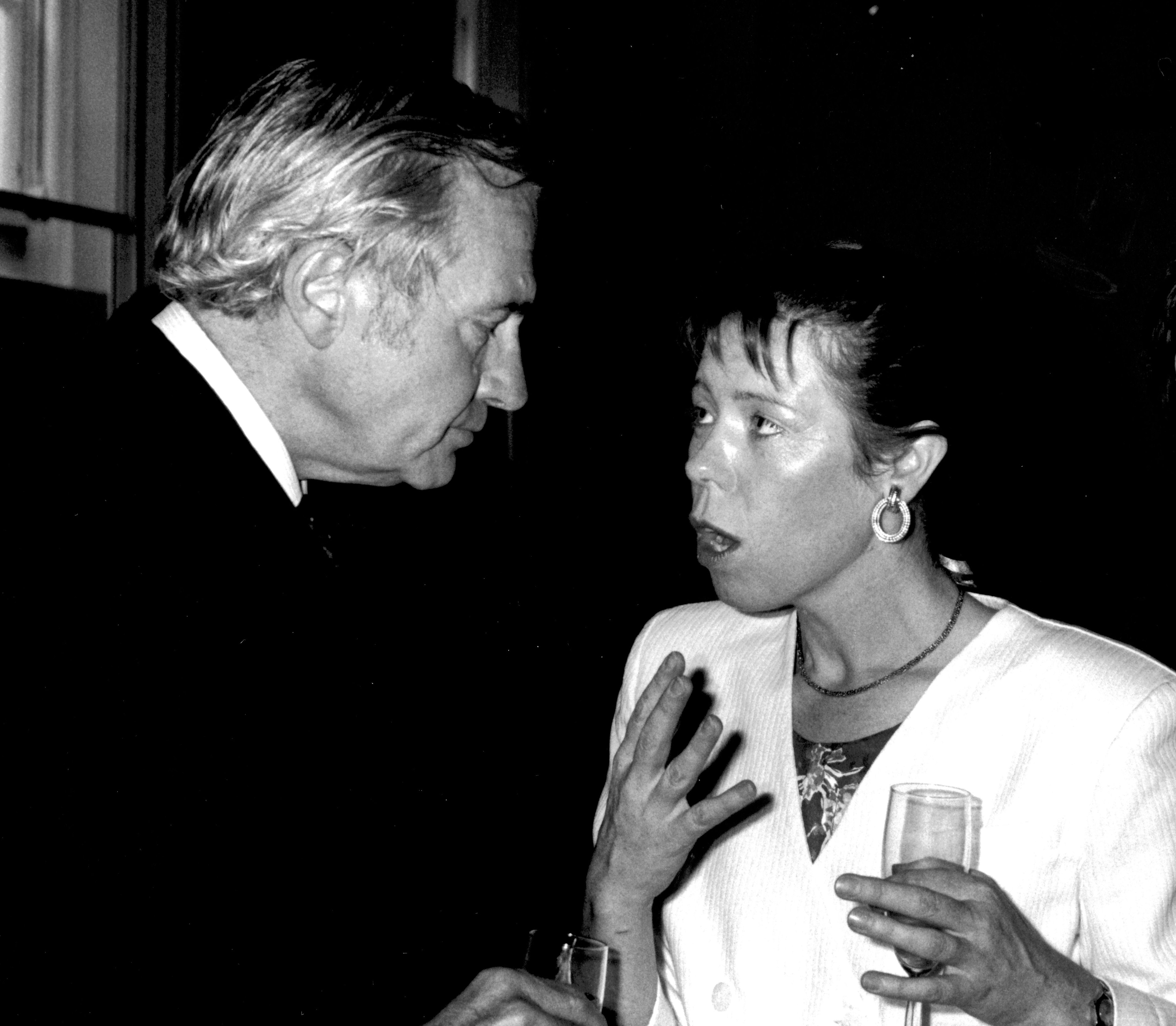
Stonehouse a una festa nel 1987, pochi mesi prima della morte

### Ultimi anni e morte
Fu rilasciato anticipatamente nel 1979 per problemi cardiaci. Nel 1978 la moglie ottenne il divorzio, e nel 1981 Stonehouse si risposò con la sua ex segretaria. Tentò nuovamente di farsi eleggere a livello locale cambiando più volte partito, ma senza successo in quanto ormai aveva scarsissima credibilità. Divenne quindi uno scrittore e rilasciò diverse interviste sulla sua vicenda. Il 25 marzo 1988, mentre partecipava alle riprese di un documentario sulla sua sparizione, ebbe un attacco cardiaco, che lo costrinse a un prolungato ricovero in ospedale; qui il 14 aprile successivo ebbe un secondo attacco cardiaco, che stavolta fu fatale.
Dopo il crollo del patto di Varsavia e del regime comunista in Cecoslovacchia, le autorità declassificarono molti documenti segreti, i quali confermarono che Stonehouse fosse un agente al servizio del governo di Praga (pur evidenziando la scarsa qualità delle informazioni da lui comunicate).

## Nella cultura di massa
La vita di John Stonehouse ispirò i contemporanei, e su di lui furono realizzate diverse opere. Stonehouse stesso pubblicò un romanzo di spionaggio, Ralph (1982), con molti riferimenti autobiografici.
Alla vita e ai crimini di Stonehouse è ispirata la serie TV Stonehouse del 2023, composta da tre episodi, dove è interpretato dall'attore Matthew Macfadyen.